# Milada Karbanová
Milada Karbanová (mariée Matoušová, née le 27 mars 1948 à Jablonec nad Nisou) est une athlète tchèque, spécialiste du saut en hauteur. 
Vainqueur des championnats d'Europe en salle 1971, troisième des championnats d'Europe en salle 1973 et deuxième des championnats d'Europe en salle 1974, elle remporte la médaille d'argent des championnats d'Europe en plein air de 1974, devancé par l'Est-allemande Rosemarie Witschas.
En 1976, elle est de nouveau médaillée de bronze des championnats d'Europe en salle.
Elle se classe 22e des Jeux olympiques de 1972 et 19e des Jeux olympiques de 1976.